# Detlef Wolf (Fußballspieler)
Detlef Wolf (* 27. Oktober 1956 in Cottbus) ist ein ehemaliger deutscher Fußballspieler im Sturm. Er spielte für die BSG Energie Cottbus in der DDR-Oberliga.

## Karriere
Wolf spielte durchlief die Jugendabteilungen der BSG Energie Cottbus, bis er am 22. November 1975 bei der 0:3-Niederlage im Pokalspiel gegen den 1. FC Magdeburg zu seinem ersten Einsatz für die erste Mannschaft kam. In dieser Saison spielte er zweimal in der Oberliga. Sein Debüt feierte er am 8. Mai 1976, als er am 24. Spieltag bei der 0:3-Niederlage gegen die BSG Stahl Riesa in der 65. Minute für Lothar Schulz eingewechselt wurde. Zwei Spieltage später kam Wolf für Klaus Grebasch ins Spiel gegen Rot-Weiß Erfurt, das man ebenfalls mit 0:3 verlor. In dieser Saison spielte er hauptsächlich für die Reservemannschaft in der zweitklassigen DDR-Liga. Insgesamt kam er 16 Mal zum Einsatz und erzielte dabei ein Tor. 1976 absolvierte er noch vier Partien für die abgestiegene erste Mannschaft, bevor er 1977 zum Ligakonkurrenten BSG Aktivist Schwarze Pumpe ging, wo er zwei Jahre blieb. Anschließend wechselte Wolf 1979 für eine Saison zum 1. FC Union Berlin in die Oberliga, absolvierte dort jedoch kein Spiel für die erste Mannschaft. Danach kehrte er wieder für ein Jahr zurück. Vermutlich von 1981 bis 1983 war Wolf ASG Vorwärts Kamenz, bevor er noch einmal zur BSG Aktivist Schwarze Pumpe ging. Dort blieb er bis 2001.